# 수영 혼계영 400m 대한민국 기록 추이
수영 혼계영 400m 대한민국 기록 추이는 다음과 같다.

## 남자
| # | 기록             | 차이       | 선수                           | 소속           | 날짜             | 대회명                                                          | 개최지        | 경기장            | 주석 및 기타                            | 동영상 |
|   | 5분 24초 0       |            | 경남상고                       |                | 1960년 8월 28일  | 제32회 전국남녀학생수상경기대회                                 | 대한민국 서울 |                   | 종전: 5분 26초 6, 경남상고              |        |
|   | 5분 9초 8        |            | 항석수, 진장림, 배동홍, 김경환 | 선발팀         | 1960. 09. 09     | 제5회 남녀종합수상선수권대회                                    | 대한민국 서울 | 서울운동장 야외풀 | [ 2 ]                                   |        |
|   | 4분 38초 0       | -          | 김경환, 신영중, 문영철, 김화삼 | 서울팀(고등부) | 1961. 8. 15      | 제42회 전국체육대회하계수상경기대회                             | 대한민국 서울 |                   | [ 3 ]                                   |        |
|   | 4분 44초 7       |            | 이병두, 진장림, 박영수 구..서  | 훈련단         | 1966. 06. 18(19) | 제12회 서울시 남녀 초중고대학별 대항 수영 경기 대회             | 대한민국 서울 | 서울운동장 풀     | 종전 4분 47초 3                         |        |
|   | 4분 32초 97      | - 초       |                                | 부산수산대     | 1977. 08. 28     | 제49회 전국 학생 수영 대회                                      | 대한민국 서울 | 서울 운동장풀     | 종전 4분 33초 70                        |        |
|   | 4분 28(25?)초 78 |            | 최복규, 박대천, 이종학, 유오준 | 한국체대       | 1979. 08. 03     | 제51회 전국 학생 수영 대회                                      | 대한민국 서울 |                   | 종전기록 :4분 30초 50                   |        |
|   | 4분 24초 18      | -          | 이충원, 이충환, 곽호석, 조두희 | 서울팀         | 1979. 10. 12 *   | 제60회 전국 체육 대회                                           | 대한민국 대전 |                   | 남고부. 종전 4분 25초 78                |        |
|   | 4분 15초 81      |            | 최학수, 이종학, 오창균, 강석인 | 경남           | 1982. 10. 10     | 제62회 전국 체육 대회                                           | 대한민국 서울 | 잠실실내수영장    | 일반부. 종전기록 : 4분 17초 05          |        |
|   | 4분 14초 35      |            |                                | 한국체대       | 1982. 07. 03     | 제37회 초중고대 및 일반 대항 전국 수영 대회                     | 대한민국 서울 |                   | 종전기록 :4분 15초 81                   |        |
|   | 4분 13초 23      | - 1.13초   | 육현철, 천인태, 조두수, 이훈철 | 한국체대       | 1982. 08. 02     | 제54회 동아 수영 대회                                           | 대한민국 서울 |                   | [ 10 ]                                  |        |
|   | 4분 06초 39      | - 0.26초 * | 권순한, 신명식, 김학태, 최선용 | 한국체대       | 1986. 04. 16     | [제41회 전국 수영 대회 겸 아시아 경기 대회 대표 선수 1차 선발전 | 대한민국 대구 | 두류 수영장       | 종전 4분 06초 65(82년 아시안 게임)      |        |
|   | 4분 03초 15      | - 3.24초   | 권순한, 천인태, 김학태, 이훈철 | 대표팀         | 1986. 07. 18     | 수영 대표 공인 기록회                                           | 대한민국 서울 | 태릉훈련원수영장  | [ 12 ]                                  |        |
|   | 3분 56초 86      | -          | 지상준, 윤주일, 박영철, 권상원 | 대표팀         | 1989. 08. 20     | 1989년 범태평양 수영 선수권 대회                                | 일본 도쿄     | 요요기수영장      | 종전 3분 56초 94                        |        |
|   | 3분 52초 02      | -          |                                | 대표팀         | 1996. 04. 15     | 아시아 수영 선수권 대회                                         | 태국 방콕     | 후아막 실외풀     | 종전 3분 52초 43 94히로시마 아시안 게임 |        |
|   | 3분 49초 50      | - 1.34초   | 지상준, 조광제, 김방현, 고윤호 | 대표팀         | 1997. 05. 16     | 제2회 동아시아 경기 대회                                        | 대한민국 부산 | 사직 실내 수영장  | 2위. 종전 3분 50초 84                   |        |
|   | 3분 48초 94      | 한국대표   | 아시아(6)                      |                |                  |                                                                 |               |                   |                                         |        |
|   | 3분 46초 44      |            | 성민, 손성욱, 유정남, 고윤호   | 대표팀         | 2002. 10. 04     | 제14회 아시안 게임                                              | 대한민국 부산 | 사직 실내 수영장  | 3위                                     |        |

## 여자
| # | 기록        | 차이        | 선수                           | 소속      | 날짜             | 대회명                                            | 개최지                | 경기장                     | 주석 및 기타                                | 동영상 |
|   | 6분 44초 0  |             |                                | 이화여고  | 1960. 08. 28     | 제32회 전국남녀학생수상경기대회                   | 대한민국 서울         |                            | 종전: 7분 08초 3                            |        |
|   | 6분 32초 0  |             |                                | 이화여고  | 1960. 09. 09     | 제5회 남녀종합수상선수권대회                      | 대한민국 서울         | 서울운동장 야외풀          | [ 2 ]                                       |        |
|   | 6분 28초 4  |             |                                | 이화여고  | 1961. 09. 16     | 제6회 전국 수상 경기 선수권 대회                  | 대한민국 서울         | 서울운동장                 | [ 14 ]                                      |        |
|   | 6분 00초 0  | -           |                                | 상명여고  | 1964. 07. 04 ?   | 제19회 전국 남녀 중고대학별 수영 대회             | 대한민국 서울         | 서울 운동장 풀             | 종전 6분 08초 6                             |        |
|   | 5분 44초 4  |             |                                | 훈련단    | 1966. 07. 17     | 제 회 전국 각급 학교 대항 수상 경기 대회          | 대한민국 부산         | 부산구덕경기장 풀          | 종전 5분 54초 0                             |        |
|   | 5분 39초 4  | - 5.0초     | 전옥자, 남상남, 박정애, 임금자 | 상명여고  | 1966. 09. 3(4)** | 제11회 전국 남녀 수영 선수권 대회                 | 대한민국 서울         | 서울운동장 풀              | [ 17 ]                                      |        |
|   | 5분 25초 2  |             | 이명희, 박점이, 박인수, 이순자 | 부산여상  | 1969. 07. 26     | 제1회 해군참모총장배 쟁탈 남녀 초중고교 수영 대회 | 대한민국 서울         | 서울운동장 풀              | 종전 5분 27초 0(지난 7일)                   |        |
|   | 5분 10초 6  | - 0.5초     | 박점이, 김남숙, 성고만, 김정희 | 훈련단    | 1970. 08. 09*    | 제25회 전국 남녀 초중고대학별 수영 대회           | 대한민국 서울         | 서울운동장 풀              | 종전 5분 22초 6                             |        |
|   | 5분 03초 63 |             | 유승미, 김정숙, 백복천, 김영희 | 충북대표  | 1977. 06. 01     | 제6회 전국소년체육대회                            | 대한민국 서울         | 태릉수영장                 | 종전기록: 5분 09초 10                       |        |
|   | 4분 50초 53 | - 7.62초 ** | 최윤정, 김지희, 송인자, 김선희 |           | 1978. 09. 29     | 우수선수기록회                                    | 대한민국 서울         | 태릉수영장                 | 종전기록: 4분 58초 15                       |        |
|   | 4분 38초 99 |             | 최윤정, 양정화, 김금희, 김선희 | 서울      | 1980. 10. 11     | 소년체육대회                                      | 대한민국 전주         |                            | 종전기록: 4분 46초 24                       |        |
|   | 4분 38초 46 |             | 최윤정, 양정화, 김금희, 이시은 | 상명여고  | 1982. 08. 02     | 제54회 동아수영대회                               | 대한민국 서울         | 서울운동장 수영장          | --                                          |        |
|   | 4분 32초 71 |             |                                | 대한민국  | 1984. 5. 2       | 제2회 아시아수영선수권대회                        | 서울 잠실실내수영장   | 2위, 종전기록: 4분 34초 05 |                                             |        |
|   | 4분 29초 15 | -3초 56     | 최윤희, 박성원, 조성애, 김진숙 | 대표팀    | 1986. 7. 18      | 수영대표공인기록회                                | 대한민국 서울         | 태릉훈련원수영장           | [ 25 ]                                      |        |
|   | 4분 21초 38 | -0.73초     | 이지현, 윤미연, 김영미, 이보은 | 부산 선발 | 1994. 11. 02     | 제75회 전국 체육 대회                             | 대한민국 대전         | 대전실내수영장             | 종전: 히로시마아시안게임, 대표팀, 4분22초11 |        |
|   | 4분 19초 42 | - 1.96초    |                                | 대표팀    | 1996. 04. 15     | 아시아 수영 선수권 대회                           | 태국 방콕             | 후아막 실외풀              |                                             |        |
|   | 4분 17초 48 | - 1.50초 *  | 이지현, 변혜영, 이은주, 이보은 | 대표팀    | 1997. 05. 15     | 제2회 동아시아 경기 대회                          | 대한민국 부산         | 사직 실내 수영장           | 3위. 종전 4분18초98                         |        |
|   | 4분 13초 41 |             | 심민지, 구효진, 박경화, 선소은 | 대표팀    | 2002             | 제14회 아시안 게임                                | 대한민국 부산         |                            |                                             |        |
|   | 4분 09초 22 |             | 이남은, 정슬기, 신해인, 류윤지 | 대표팀    | 2006             | 제15회 아시안 게임                                | 카타르 도하           | 하마드 수영장              |                                             |        |
|   | 4분 09초 17 | - 0.05초    | 서희, 백수연, 권유리, 이재영   | 강원도청  | 2010. 10. 12     | 제91회 전국체육대회                               | 대한민국 창원         | 창원 실내 수영장           |                                             |        |
|   | 4분 07초 74 | - 1.43초    | 이주형, 정다래, 박나리, 이재영 | 대표팀    | 2010. 11. 13     | 제16회 아시안 게임                                | 중화인민공화국 광저우 | 아오티 수영장              | 4위                                         |        |
|   | 4분 04초 82 | - 1.43초    | 이다린, 양지원, 안세현, 고미소 | 대표팀    | 2014. 09. 25     | 제17회 아시안 게임                                | 대한민국 인천         | 문학 박태환 수영장         | 2위, 4분 06초 57                            |        |

## 같이 보기
- 수영 혼계영 400m 세계 기록 추이
- 수영 대한민국 기록